# Helene Hohenleitner
Helene Hohenleitner (um 1875 – nach 1906) war eine deutsche Opernsängerin (Sopran).

## Leben
Hohenleitner begann ihre künstlerische Tätigkeit 1896 in Ulm, wirkte 1897 in Mannheim und wurde 1898 für das Hoftheater in Coburg verpflichtet, wo sie bis zum Jahre 1900 tätig war. Die Künstlerin vereinte viele glückliche Eigenschaften für das Fach der Opernsoubrette: „Jugendliche, sympathische, mädchenhafte Erscheinung, angenehme tragfähige Stimme aus guter Schule und ein Spiel, das Lebhaftigkeit und Geschmack aufweist, und das sich, wie auch ihr Gesangsvortrag, durchaus natürlich geben zu weiß. Nicht nur in den Solonummern, auch in den Ensemblesätzen versteht sie ihren Platz trefflich zu behaupten“, zitiert Ludwig Eisenberg eine unbekannte Quelle. Am 11. März 1901 gastierte Hohenleitner als „Marie“ in „Waffenschmied“ in Frankfurt am Main auf Engagement und nahm das Publikum mit großer Wärme und Herzlichkeit für die Debütantin Partei.
In Frankfurt blieb sie bis 1906. Über ihren weiteren Lebensweg danach ist nichts bekannt.

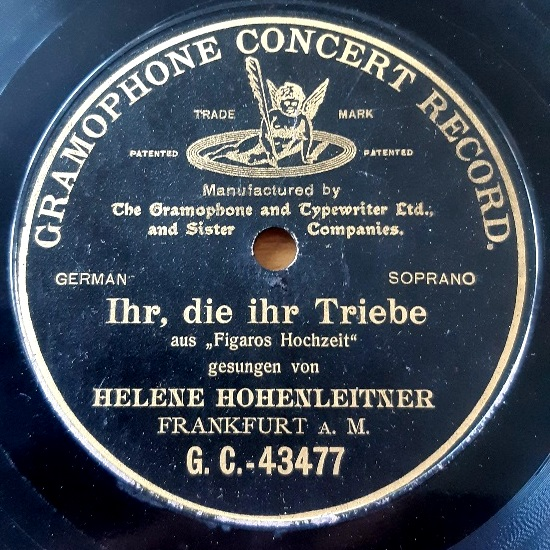
Schallplatte von Helene Hohenleitner (Frankfurt a. M. 1903)

Helene Hohenleitner hinterließ fünf Aufnahmen auf G&T (Frankfurt a. M. 1903).